# Овердрайв (фильм)
«Овердрайв» (фр. Overdrive) — французский боевик режиссёра Антонио Негрета о двух братьях-авантюристах, известных угонщиках, которые отправляются во Францию, где встретятся с жестоким криминальным авторитетом. В главных ролях Скотт Иствуд и Фредди Торп. Премьера в России состоялась 20 июля 2017 года.

## Сюжет
Братья Эндрю и Гарретт Фостеры (Скотт Иствуд и Фредди Торп) промышляют кражей уникальных автомобилей многомиллионной стоимости. Однажды они присваивают машину, которая была куплена на аукционе для самого влиятельного марсельского мафиози Джакомо Морье (Симон Абкарян). Бандит с легкостью находит Фостеров и приговаривает их к смерти, но те отговариваются и обещают украсть для гангстера лучший автомобиль из коллекции конкурента Морье по имени Макс Клемп (Клеменс Шик). Бандит назначает им недельный срок, и братьям приходится наспех собирать команду и придумывать план нападения на тщательно охраняемую виллу.

## В ролях
- Скотт Иствуд — Эндрю Фостер
- Фредди Торп — Гаррет Фостер
- Ана де Армас — Стефани
- Гайя Вайсс — Девин
- Клеменс Шик — Макс Клемп
- Симон Абкарян — Джакомо Морьер
- Мусса Мааскри — Панахи
- Kaaris — Фрэнк

В фильме могли сыграть Мэттью Гуд, Алекс Петтифер, Гаррет Хедлунд, Джейми Белл, Бен Барнс, Карл Урбан, Сэм Клафлин и Эмилия Кларк.

## Критика и отзывы
The Hollywood Reporter оценил фильм как шаблонную и безмозглую, но не совсем безрадостную подделку. По мнению критика Анны Кузьминой, «Овердрайв» не более, чем «глянцевый боевик про солнце, море и гладкие раритетные тачки».